# Sbarro Formula 5000
La Sbarro Formula 5000 è un'autovettura da competizione realizzata da Franco Sbarro nel 1968.

## Sviluppo
In vista dell'apertura del primo campionato di Formula 5000, nel 1969, il designer svizzero decise di realizzare una propria vettura per correre in questo campionato.

## Tecnica
La vettura era equipaggiata con un propulsore 8 cilindri 5.0 da 450 CV di potenza. Tale motore, abbinato al basso coefficiente aerodinamico della carrozzeria era in grado di raggiungere la velocità massima di 280 km/h.